# Leichtathletik-Europameisterschaften 1971/800 m der Frauen

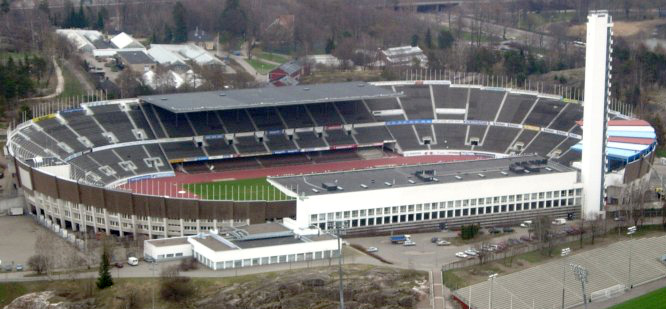
Das Olympiastadion von Helsinki im Jahr 2005

Der 800-Meter-Lauf der Frauen bei den Leichtathletik-Europameisterschaften 1971 wurde vom 10. bis 12. August 1971 im Olympiastadion von Helsinki ausgetragen.
Die  britischen Athletinnen errangen mit Silber und Bronze zwei Medaillen. Es siegte die Europameisterin von 1966 Vera Nikolić aus Jugoslawien. Vizeeuropameisterin wurde Pat Lowe vor Rosemary Stirling, spätere Rosemary Wright.

## Anmerkung zu den Zeitangaben
Die Zeitangaben erfolgten bei diesen Europameisterschaften offiziell wie früher üblich in auf Zehntelsekunden gerundeten Werten. Zugrunde liegen allerdings die elektronischen Messungen, deren exakte Hundertstelwerte bekannt und in den Ergebnislisten der Quellen aufgeführt sind. In den Jahren nach diesen Europameisterschaften wurde es üblich, die Resultate der Bahnwettbewerbe aufgeschlüsselt nach Hundertstelsekunden anzugeben. Dies ist auch hier in den nachfolgenden Ergebnisübersichten so realisiert.

## Rekorde

### Bestehende Rekorde
| Weltrekord           | 1:58,5 min | Hildegard Falck | Stuttgart, BR Deutschland (heute Deutschland) | 11. Juli 1971      |
| Europarekord         | 1:58,5 min | Hildegard Falck | Stuttgart, BR Deutschland (heute Deutschland) | 11. Juli 1971      |
| Meisterschaftsrekord | 2:01,4 min | Lillian Board   | EM Athen, Griechenland                        | 17. September 1969 |

### Rekordverbesserungen
Der bestehende EM-Rekord wurde verbessert und es gab zwei Landesrekorde.
- Meisterschaftsrekord:
  - 2:00,0 min – Vera Nikolić (Jugoslawien), Finale am 12. August
- Landesrekorde:
  - 2:03,4 min – Claire Walsh (Irland), zweites Halbfinale am 11. August
  - 2:00,0 min – Vera Nikolić (Jugoslawien), Finale am 12. August

## Vorrunde
10. August 1971
Die Vorrunde wurde in vier Läufen durchgeführt. Die ersten vier Athletinnen pro Lauf – hellblau unterlegt – qualifizierten sich für das Halbfinale.

### Vorlauf 1
| Platz | Name              | Nation         | Zeit (min) |
| ----- | ----------------- | -------------- | ---------- |
| 1     | Hildegard Falck   | BR Deutschland | 2:04,96    |
| 2     | Magdolna Kulcsár  | Ungarn         | 2:05,30    |
| 3     | Waltraud Pöhland  | DDR            | 2:05,31    |
| 4     | Angela Ramello    | Italien        | 2:05,70    |
| 5     | Wassilena Amsina  | Bulgarien      | 2:06,39    |
| 6     | Sandra Sutherland | Großbritannien | 2:09,46    |

### Vorlauf 2
| Platz | Name               | Nation         | Zeit (min) |
| ----- | ------------------ | -------------- | ---------- |
| 1     | Vera Nikolić       | Jugoslawien    | 2:04,81    |
| 2     | Rosemary Stirling  | Großbritannien | 2:06,74    |
| 3     | Sylvia Schenk      | BR Deutschland | 2:07,41    |
| 4     | Danuta Wierzbowska | Polen          | 2:07,93    |
| 5     | Birgitte Jennes    | Dänemark       | 2:09,54    |
| 6     | Maria-Coro Fuentes | Spanien        | 2:12,58    |

### Vorlauf 3

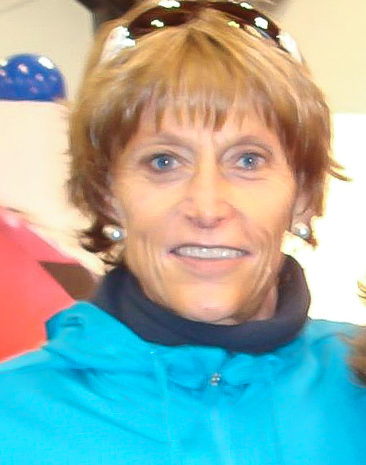
Als Mittelstrecklerin begann Grete Andersen hier ihre Karriere bei internationalen Meisterschaften und schied als Sechste des vierten Vorlauf aus – später war sie als Grete Waitz äußerst erfolgreich vor allem im Cross- und Marathonlauf

| Platz | Name                | Nation         | Zeit (min) |
| ----- | ------------------- | -------------- | ---------- |
| 1     | Gunhild Hoffmeister | DDR            | 2:05,37    |
| 2     | Claire Walsh        | Irland         | 2:06,06    |
| 3     | Pat Lowe            | Großbritannien | 2:06,37    |
| 4     | Kirsten Hoiler      | Dänemark       | 2:06,67    |
| 5     | Elżbieta Skowrońska | Polen          | 2:06,94    |

### Vorlauf 4
| Platz | Name               | Nation         | Zeit (min) |
| ----- | ------------------ | -------------- | ---------- |
| 1     | Ileana Silai       | Rumänien       | 2:04,88    |
| 2     | Donata Govoni      | Italien        | 2:05,48    |
| 3     | Nijolė Sabaitė     | Sowjetunion    | 2:05,54    |
| 4     | Gisela Ellenberger | BR Deutschland | 2:05,57    |
| 5     | Tonka Petrowa      | Bulgarien      | 2:05,91    |
| 6     | Grete Andersen     | Norwegen       | 2:07,63    |

## Halbfinale
11. August 1971, 18:20 Uhr
In den beiden Halbfinalläufen qualifizierten sich die jeweils ersten drei Athletinnen – hellblau unterlegt – für das Finale.

### Lauf 1

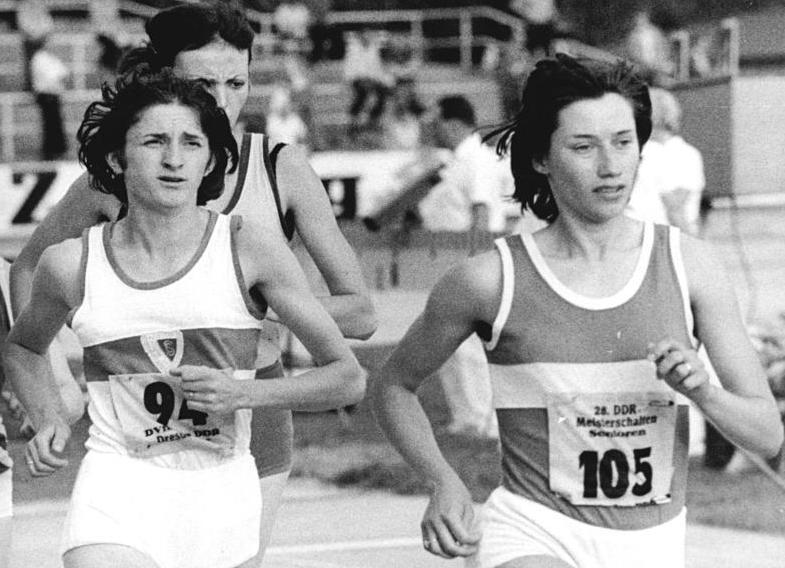
Waltraud Pöhland (rechts), spätere Waltraud Strotzer, schied als Sechste des ersten Halbfinals aus

| Platz | Name               | Nation         | Zeit (min) |
| ----- | ------------------ | -------------- | ---------- |
| 1     | Vera Nikolić       | Jugoslawien    | 2:03,7     |
| 2     | Danuta Wierzbowska | Polen          | 2:05,3     |
| 3     | Gisela Ellenberger | BR Deutschland | 2:05,4     |
| 4     | Pat Lowe           | Großbritannien | 2:05,4     |
| 5     | Magdolna Kulcsár   | Ungarn         | 2:06,2     |
| 6     | Waltraud Pöhland   | DDR            | 2:06,9     |
| 7     | Angela Ramello     | Italien        | 2:07,5     |
| 8     | Kirsten Hoiler     | Dänemark       | 2:07,6     |

### Lauf 2

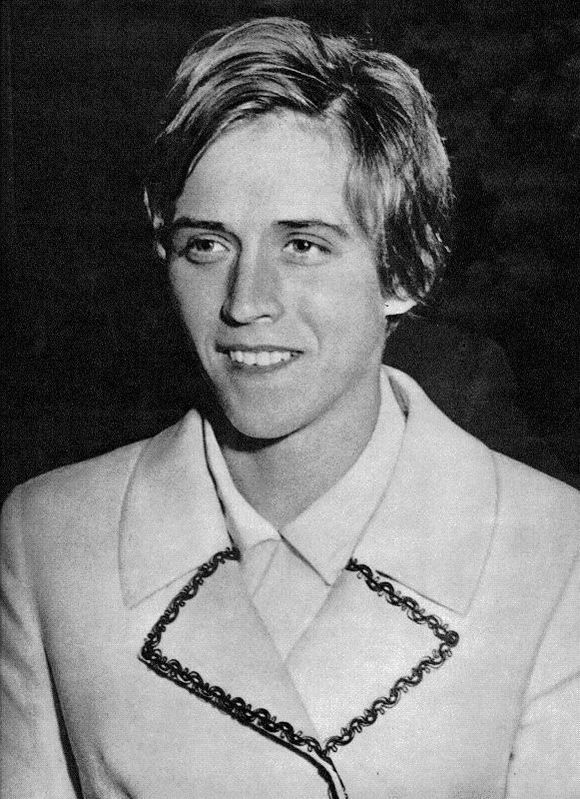
Die Olympiazweite von 1968 Ileana Silai erreichte als Fünfte des zweiten Semifinals nicht das Finale

| Platz | Name                | Nation         | Zeit (min) |
| ----- | ------------------- | -------------- | ---------- |
| 1     | Gunhild Hoffmeister | DDR            | 2:03,1     |
| 2     | Hildegard Falck     | BR Deutschland | 2:03,2     |
| 3     | Rosemary Stirling   | Großbritannien | 2:03,3     |
| 4     | Claire Walsh        | Irland         | 2:03,4 NR  |
| 5     | Ileana Silai        | Rumänien       | 2:03,9     |
| 6     | Sylvia Schenk       | BR Deutschland | 2:04,6     |
| 7     | Donata Govoni       | Italien        | 2:05,0     |
| DNS   | Nijolė Sabaitė      | Sowjetunion    |            |

## Finale
12. August 1971, 18:30 Uhr
| Platz | Name                | Nation         | Zeit (min)    |
| ----- | ------------------- | -------------- | ------------- |
| 1     | Vera Nikolić        | Jugoslawien    | 2:00,00 CR/NR |
| 2     | Pat Lowe            | Großbritannien | 2:01,66       |
| 3     | Rosemary Stirling   | Großbritannien | 2:02,08       |
| 4     | Danuta Wierzbowska  | Polen          | 2:04,16       |
| 5     | Gisela Ellenberger  | BR Deutschland | 2:05,14       |
| 6     | Claire Walsh        | Irland         | 2:08,57       |
| DNF   | Hildegard Falck     | BR Deutschland | gestürzt      |
| DNF   | Gunhild Hoffmeister | DDR            | gestürzt      |

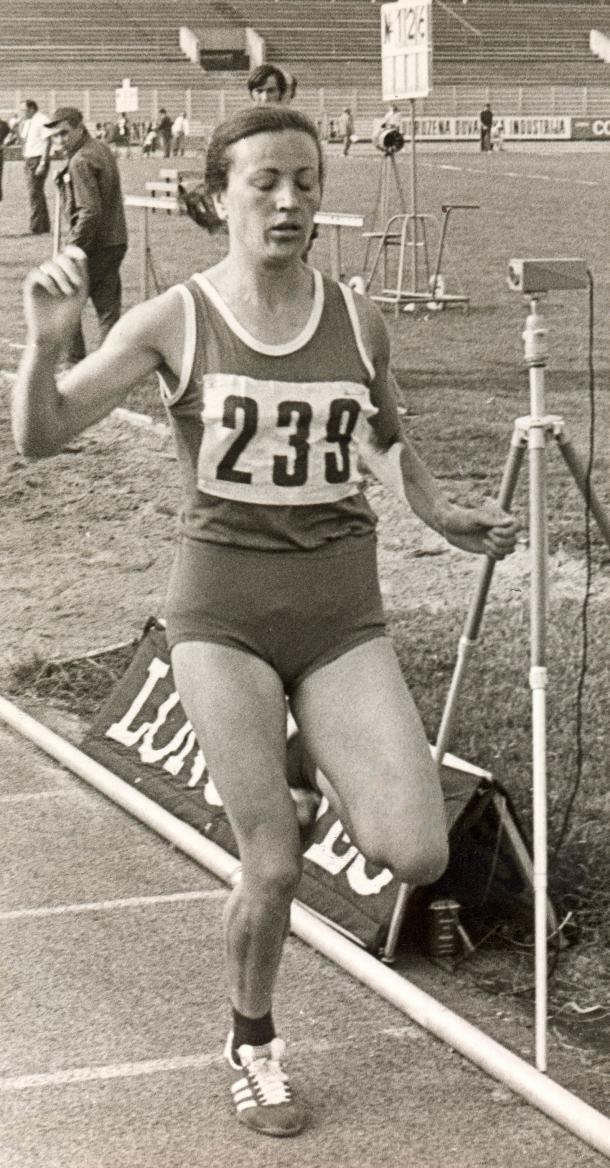
Vera Nikolić wiederholte ihren Erfolg von 1966 und wurde Europameisterin

In diesem Rennen kam es zu einem unglücklichen Zwischenfall, durch den zwei Mitfavoritinnen außer Gefecht gesetzt wurden. Zunächst stürzte Gunhild Hoffmeister, Weltrekordlerin Hildegard Falck kam in der Folge ebenfalls zu Fall, sodass beide Läuferinnen das Rennen nicht beenden konnten.

## Video
- EUROPEI DI HELSINKI 1971 800 DONNE VERA NIKOLIC, youtube.com, abgerufen am 30. Juli 2022